# UTC-3
Часово отместване UTC-3 се използва:

## Като стандартно време през цялата година
- Суринам
- Френска Гвиана
- Бразилия
  - Алагоас, Амапа, Баия, Сеара, Мараняо, Пара, Параиба, Пернамбуко, Пиауи, Рио Гранди до Норти, Сержипи, Токантинс
- Аржентина – западните и южните провинции

## Като стандартно време през зимния сезон
- Северно полукълбо
  -  Гренландия – по-голямата част от острова
  -  Сен Пиер и Микелон

- Южно полукълбо
  -  Бразилия
    - Федерален окръг, Еспирито Санто, Гояс, Минас Жерайс, Рио де Жанейро, Рио Гранди до Сул, Санта Катарина, Сао Пауло

  -  Уругвай
  -  Аржентина – източните провинции включително Буенос Айрес

## Като лятно часово време
- Северно полукълбо
  -  Бермудски острови
  -  Канада
    - провинциите Ню Брънзуик, Нова Скотия, Принц Едуард
    - Нюфаундленд и Лабрадор – по-голямата част от Лабрадор

  -  Гренландия – северозападните части

- Южно полукълбо
  -  Бразилия – Мато Гросо, Мато Гросо до Сул
  -  Чили
  -  Фолкландски острови
  -  Парагвай